# Scaphognathops bandanensis
Scaphognathops bandanensis är en fiskart som beskrevs av Boonyaratpalin och Srirungroj, 1971. Scaphognathops bandanensis ingår i släktet Scaphognathops och familjen karpfiskar. IUCN kategoriserar arten globalt som sårbar. Inga underarter finns listade i Catalogue of Life.